# Кинг, Эль
Эль Кинг (англ. Elle King; настоящее имя — Тэннер Эль Шнайдер (англ. Tanner Elle Schneider); род. 3 июля 1989, Лос-Анджелес, Калифорния, США) — американская певица, автор песен и актриса. Четырёхкратный номинант на премию «Грэмми», по два раза в категориях рок и кантри. Имеет награды Ассоциации кантри-музыки и Академии кантри-музыки. Дочь Роба Шнайдера.

## Биография
Родилась 3 июля 1989 года в Лос-Анджелесе (штат Калифорния). Мать — Лондон Кинг, модель; отец — Роб Шнайдер, актёр, комик, кинорежиссёр и сценарист.
В кино дебютировала в 10-летнем возрасте вместе со своим отцом в 1999 году в фильме «Мужчина по вызову».
Её хит «Ex’s & Oh’s» возглавил рок-чарт и получил две номинации на премию «Грэмми». Певица совершала совместные концертные туры с такими музыкантами как Of Monsters and Men, Train, Джеймс Бэй, The Chicks, Heart, Джоан Джетт, Майкл Киванука и Миранда Ламберт.

## Личная жизнь
С 2016 по 2017 год Кинг была замужем за Эндрю Фергюсоном.
С 2019 по 2023 год и вновь с 2024 года Кинг состоит в отношениях с татуировщиком Дэном Тукером. У пары два сына: Лаки Ливай Тукер (род. 1 сентября 2021) и Роял Тукер (род. 28 февраля 2025).

## Дискография
См. также «Elle King Discography» в английском разделе.

### Студийные альбомы
- Love Stuff (2015)
- Shake the Spirit (2018)
- Come Get Your Wife (2023)

### Синглы
- Ex’s & Oh’s (2014, № 1 в Hot Rock & Alternative Songs)

## Награды и номинации
| Год  | Награда                          | Категория                          | Получатель                                           | Результат | Ссылка |
| ---- | -------------------------------- | ---------------------------------- | ---------------------------------------------------- | --------- | ------ |
| 2016 | Grammy Awards                    | Best Rock Performance              | «Ex’s & Oh’s»                                        | Номинация | [ 18 ] |
| 2016 | Grammy Awards                    | Best Rock Song                     | «Ex’s & Oh’s»                                        | Номинация | [ 18 ] |
| 2016 | iHeartRadio Music Awards         | Alternative Rock Song of the Year  | «Ex’s & Oh’s»                                        | Номинация | [ 19 ] |
| 2016 | Teen Choice Awards               | Choice Rock Song                   | «America’s Sweetheart»                               | Номинация | [ 21 ] |
| 2016 | Country Music Association Awards | Musical Event of the Year          | «Different for Girls» (с Dierks Bentley)             | Победа    | [ 23 ] |
| 2017 | Grammy Awards                    | Best Country Duo/Group Performance | «Different for Girls» (с Dierks Bentley)             | Номинация | [ 24 ] |
| 2017 | Academy of Country Music Awards  | Music Event of the Year            | «Different for Girls» (с Dierks Bentley)             | Номинация | [ 25 ] |
| 2017 | CMT Music Awards                 | Video of the Year                  | «Different for Girls» (с Dierks Bentley)             | Номинация | [ 26 ] |
| 2017 | CMT Music Awards                 | Collaborative Video of the Year    | «Different for Girls» (с Dierks Bentley)             | Номинация | [ 26 ] |
| 2017 | Billboard Music Awards           | Top Country Collaboration          | «Different for Girls» (с Dierks Bentley)             | Номинация | [ 27 ] |
| 2020 | Academy of Country Music Awards  | Music Event of the Year            | «Fooled Around and Fell in Love» (с Miranda Lambert) | Победа    |        |
| 2020 | Country Music Association Awards | Musical Event of the Year          | «Fooled Around and Fell in Love» (с Miranda Lambert) | Номинация | [ 29 ] |